# Hymny noci
Hymny noci (německy Hymnen an die Nacht, 1800) je sbírka básní německého básníka a filosofa Novalise.
V této sbírce lze nalézt motivy ztracené lásky, touhy po smrti a oslavy Panny Marie.
Objevují se zde i kontrasty dne a noci.
Hymny noci je poměrně malá kniha rozdělená do 6 částí, ve které se objevují různé životní protiklady, které Novalis dokázal vyjádřit hymnickými zpěvy.
- 1. hymnus – oslava světla a jeho funkce v přírodě a životě člověka.
- 2. hymnus – oslava noci, která svou tajemností a lidským spánkem otevírá cestu do neviditelného světa snů.
- 3. hymnus – zážitky člověka ve snu, který truchlí například pro zemřelou lásku nebo zakouší nebezpečí či nejistotu, z toho vyplývá, že noc ruší spojení se světlem a proto vzniká naděje pro nové bytí.
- 4. hymnus – básník se znovu vrací k oslavě světla a v závěru namítá, že noc lze povýšit – říší spánku nad životní dráhu.
- 5. hymnus – odklon od osobní zkušenosti k dějinám lidstva (od antiky po básníkovu současnost), er-forma
- 6. hymnus – nese podtitul "Touha po smrti", wir-forma, lidé touží po smrti, ale také po věčném životě, návrat k motivům světla a tmy